# カプリソーネ

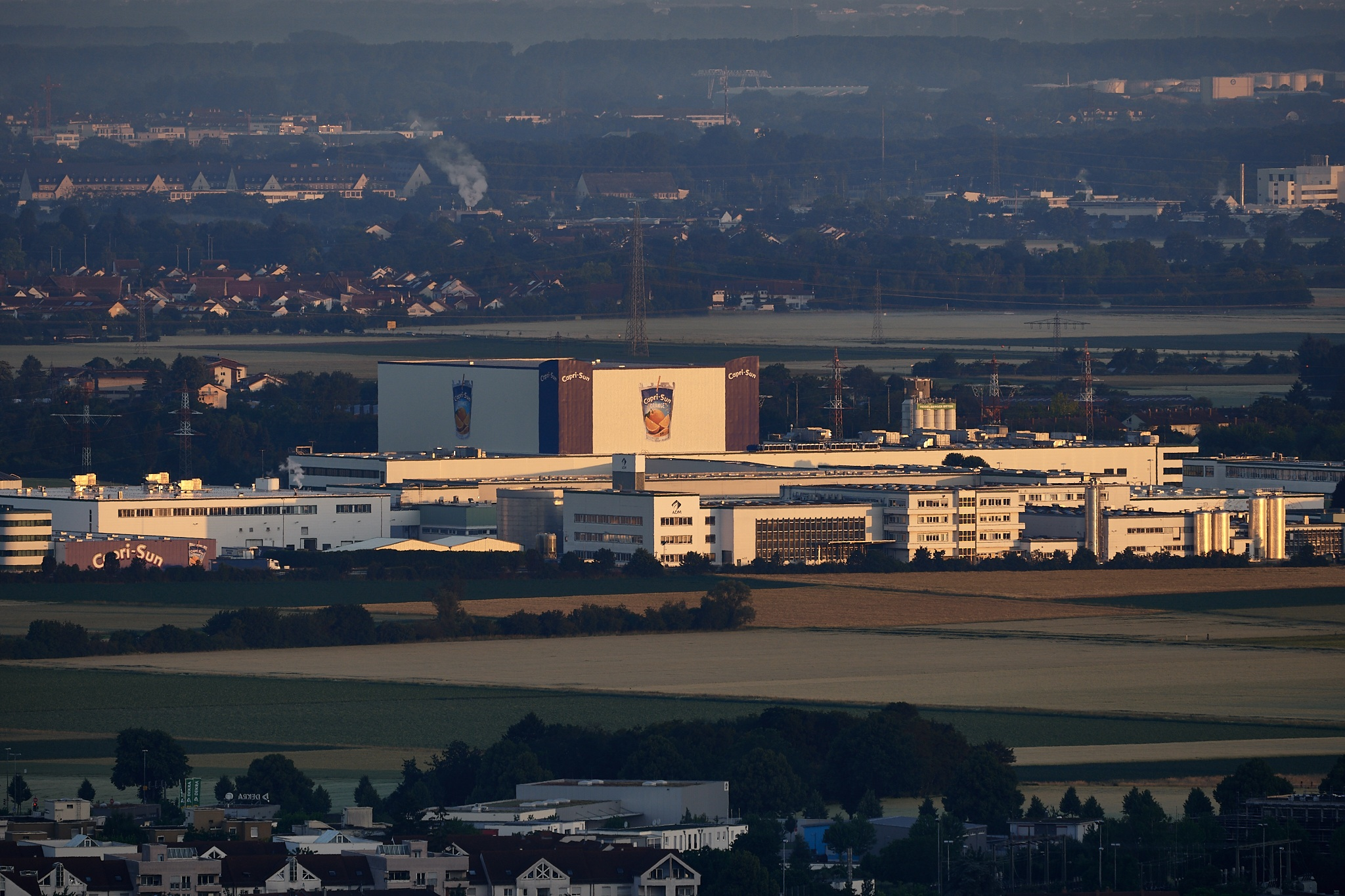
ハイベイの大型倉庫の外観は、イメージ、形状、カラーデザインともに、カプリサンのスタンドアップパウチの段ボールパッケージをモデルにしています。

カプリソーネ（Capri-Sonne）とは、ドイツの飲料メーカーであるヴィルドが発売している果実飲料のことである。アメリカではCapri-Sunという商品名でクラフト・ハインツから発売されている。
ドイツ語では、Capri-Sonneは、「カープリゾネ」と発音するが、日本において販売が開始された際に、カプリソーネとの商品名が付され、日本ではカプリソーネの商品名が定着し、現在に至っている。
ドイツでは、2017年にアメリカで使用されているものと同じCapri-Sunに商品名が変更された。

## 特徴
この商品の特徴として、容器に缶や瓶を使用せず、軟質のアルミパック（パウチパック）に飲料が充填されていることが挙げられる。
飲む際は先のとがったストローで、容器の上半分に表示されている点に突き刺し穴を開けてストローで飲む。
ただし、ストローで突き刺して穴を開ける方法は、時として失敗することもあるため、日本発売時に、メーカーは「誰でもできる」方法（端の切込みから容器を少し開け、そこにストローを挿す方法）と、「キミならできる」方法（容器にストローを突き刺す）の２つを提示していた。
軟質のアルミパックを使用していることから、家庭の冷凍庫で凍らせ、シャーベットとして食べることができ、穴を開けない状態であれば保冷剤代わりに使用したり、氷の代わりに涼を取るために用いることも可能である。
味は果実ベースで、さまざまな種類が発売されている。
本国のドイツやアメリカにおいては、「子供向けの飲み物」のイメージが強い。

## 日本におけるカプリソーネ
カプリソーネは、1979年に江崎グリコがヴィルド社とライセンス契約を結び、1980年に近畿地区で販売を開始し、1984年に全国販売された。
松田聖子とゆーとぴあなどがCMに起用されたが、1989年に契約を解消し、販売終了となった。
その後、ライセンスは宝酒造に移譲されたが、宝酒造が製造したのは「ビタミンパーラー」など栄養成分を強化した果実飲料「パーラーシリーズ」であり、カプリソーネの特徴であるアルミパックを取りやめ、缶やペットボトルが容器に用いられた。このパーラーシリーズは2006年をもって富永貿易にライセンスが移譲され、2007年3月から販売された。
2000年代以降は、輸入食品を扱う店舗などで、海外で生産されたカプリソーネを購入することができる。